# Бутовка (Сосницкий район)
Буто́вка (укр. Бутівка) — село в Сосницком районе Черниговской области Украины. Население 586 человек. Занимает площадь 2,03 км².
Код КОАТУУ: 7424981001. Почтовый индекс: 16152. Телефонный код: +380 4655.

## Власть
Орган местного самоуправления — Бутовский сельский совет. Почтовый адрес: 16152, Черниговская обл., Сосницкий р-н, с. Бутовка, ул. 1-го Мая, 44.